# Осек-Александрово
Осек-Александрово (пол. Osiek-Aleksandrowo) — село в Польщі, у гміні Ґолимін-Осьродек Цехановського повіту Мазовецького воєводства.
Населення — 123 особи (2011).
У 1975-1998 роках село належало до Цехановського воєводства.

## Демографія
Демографічна структура станом на 31 березня 2011 року:
|          | Загалом | Допрацездатний вік | Працездатний вік | Постпрацездатний вік |
| -------- | ------- | ------------------ | ---------------- | -------------------- |
| Чоловіки | 58      | 22                 | 33               | 3                    |
| Жінки    | 65      | 13                 | 39               | 13                   |
| Разом    | 123     | 35                 | 72               | 16                   |